# Powiat Katsuura
Powiat Katsuura (jap. 勝浦郡 Katsuura-gun) – powiat w Japonii, w prefekturze Tokushima. W 2024 roku liczył 5796 mieszkańców.

## Miejscowości
- Kamikatsu
- Katsuura